# Bruno Ventura
Bruno Ventura (Sulmona, 16 gennaio 1915 – ...) è stato un calciatore italiano, di ruolo centrocampista.

## Carriera
Inizia la carriera nella stagione 1937-1938, con il Manfredonia in Serie C; dopo un'ulteriore stagione con la squadra pugliese passa al Teramo (sempre in terza divisone) ed in seguito viene acquistato dal Pescara, dove continua a giocare in questa categoria fino al termine della stagione 1940-1941, nella quale ottiene una promozione in Serie B. Rimane in rosa anche l'anno seguente, nel quale gioca 32 partite in Serie B e nella stagione 1942-1943, nella quale colleziona altre 15 presenze nella serie cadetta. Nella stagione 1945-1946 è ancora al Pescara, con cui gioca 5 partite in Divisione Nazionale (che in quella stagione costituiva il campionato italiano di prima divisione).
Successivamente milita nell'Acireale (con cui nella stagione 1948-1949 prende parte al campionato di Serie C) e nel Matera, con cui gioca la Prima Divisione Puglia 1949-1950.

## Palmarès

### Club

#### Competizioni nazionali
- Serie C: 1

Pescara: 1940-1941